# Lag Baomer

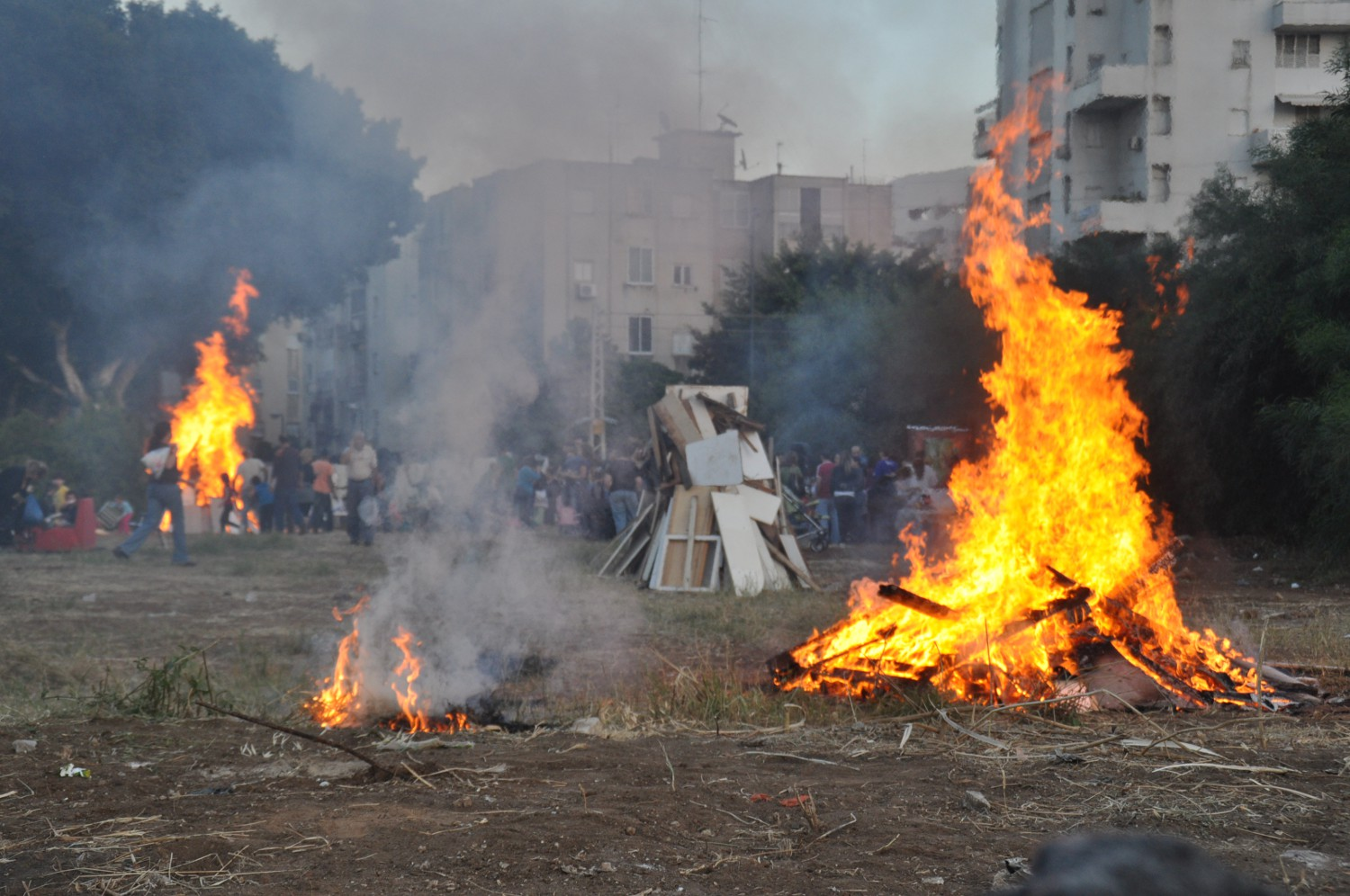
Focuri de tabără de Lag Baomer în cartierul Nahlat Itzhak din Tel Aviv, 2010

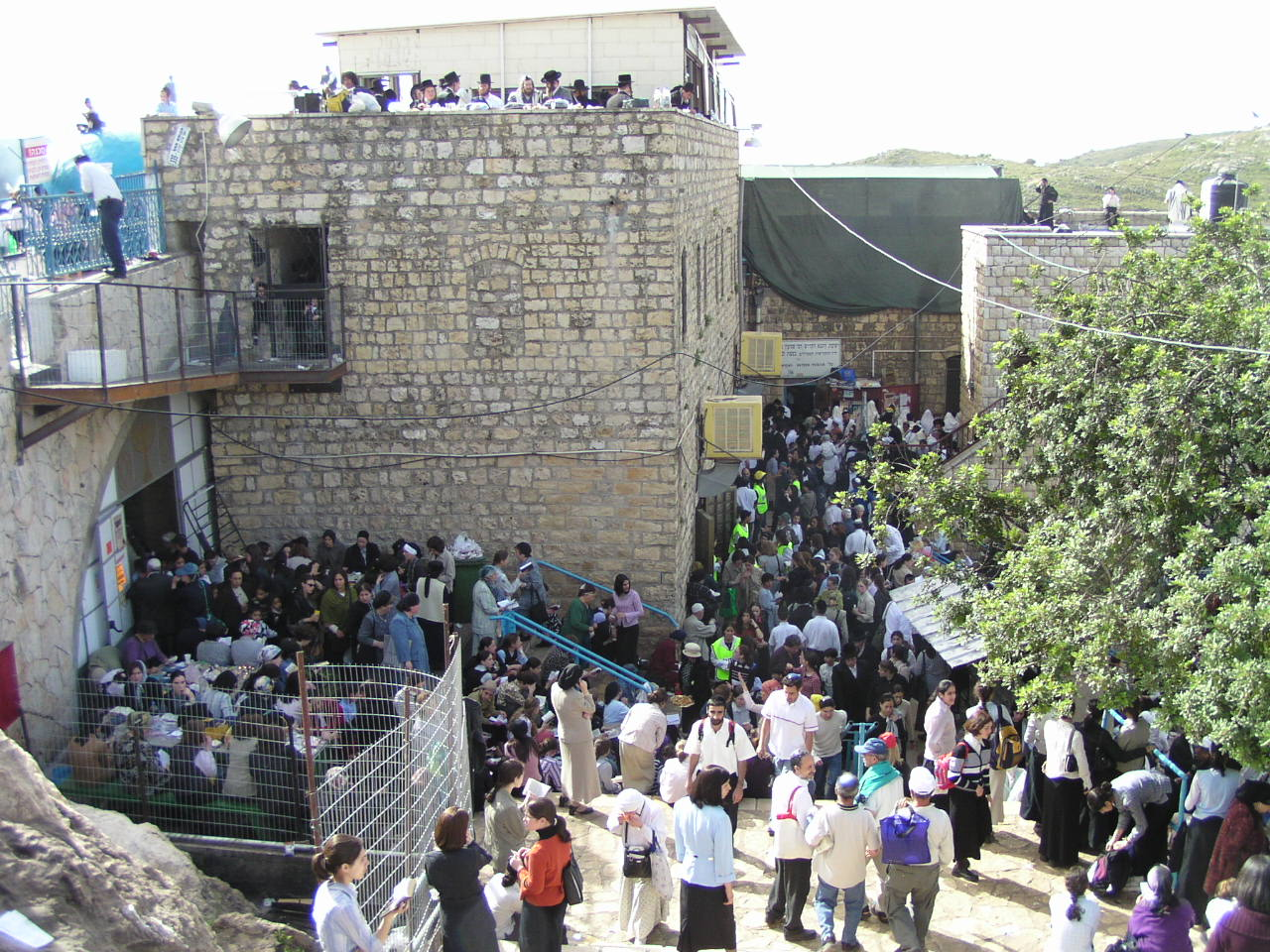
Pelerinaj de Lag Baomer la mormântul lui Rabbi Shimon bar Yohai pe muntele Meron,2006

Lag Baomer sau Lag Ba'omer (în ebraică : ל"ג בעומר   A treizeci și treia zi a Omerului) este o sărbătoare evreiască care se prăznuiește în a 33- a zi a numaratorii Omerului, în ziua de 18 a lunii ebraice Iyar. În calendarul gregorian Lag Baomer cade, de obicei. în luna mai. 
De origine obscură, sărbătoarea este menționată pentru prima dată în literatura rabinică medievală referitoare la Rabbi Akiva. O tradiție o asociază în mod deosebit cu Rabbi Shimon bar Yohai, legendarul autor al cărții Zohar, iar sioniștii obișnuiau să accentueze legătura sărbătorii cu răscoala antiromană de sub conducerea lui Shimon Bar Kohba. 
Lag Baomer este una din sărbătorile iudaice cele mai îndrăgite de copii, fiind celebrată în popor, prin focuri de tabără. În Israel multe mii de credincioși fac în această zi pelerinaj la mormântul presupus al lui Rabbi Shimon Bar Yohai pe Muntele Meron, în apropiere de orașul Tzfat(Safed).